# Хоркин, Вячеслав Валерьевич
Вячесла́в Вале́рьевич Хо́ркин (7 февраля 1986, Москва, СССР) — российский футболист, вратарь.

## Карьера
Начал заниматься футболом в школе московского ЦСКА. В 2007 году голкипер играл за ереванский «Пюник», с которым стал чемпионом Армении.  В феврале 2008 года перешёл в  греческий клуб — «Калитея». В июне того же года голкипер покинул команду.
Весной 2009 года Хоркин ездил на просмотр в раменский «Сатурн», но в команде не остался. Затем игрок отправился на просмотр в орловские «Русичи», с которыми и заключил контракт. Дебютировал за клуб 4 мая, в матче с тамбовским «Спартаком» (1:0). Летом 2012 года Хоркин покинул клуб, проведя в его составе 76 матчей во всех турнирах, в которых пропустил 94 мяча.
28 июня 2012 года заключил контракт с курским «Авангардом». 16 июля, в матче чемпионата с выксунским «Металлургом» (4:1), дебютировал в составе команды.

## Достижения
- АЕК
  - Финалист Кубка Греции: 2005/06
- «Пюник»
  - Чемпион Армении: 2007